# يون بو-سنغ
يون بو-سنغ (هانغل: 윤보상) هو لاعب كرة قدم كوري جنوبي في مركز حراسة المرمى، ولد في 9 سبتمبر 1993 في كوريا الجنوبية. لعب مع نادي سانغجو ‏.

## وصلات خارجية
- يون بو-سنغ على موقع دوري كوريا الجنوبية (الإنجليزية)
- يون بو-سنغ على موقع قاعدة بيانات كرة القدم.إي يو (الإنجليزية)
- يون بو-سنغ على موقع Soccerway.com (الإنجليزية)